# Theater44

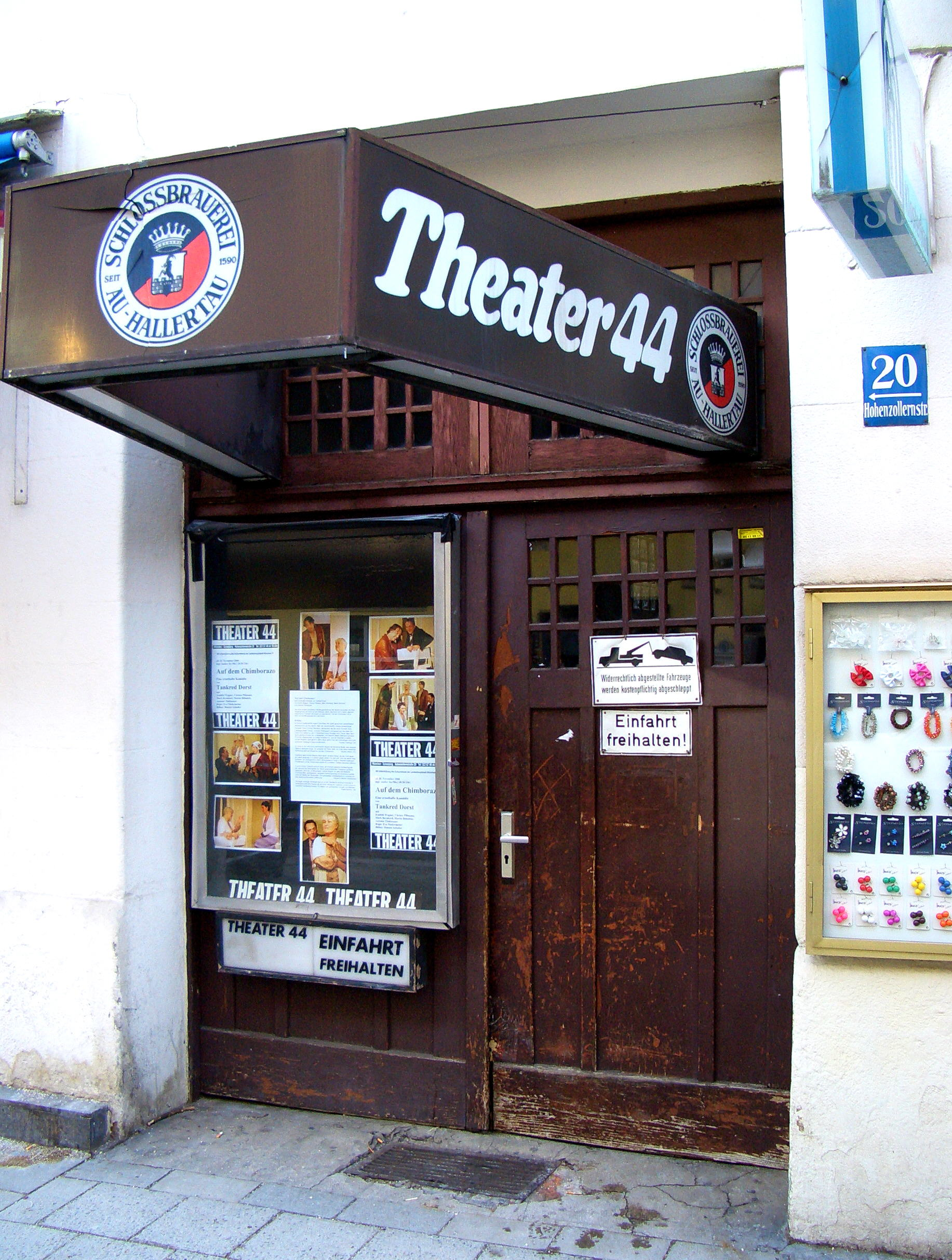
Theater 44

Das Theater 44 war ein Münchener Privattheater. Es wurde 1959 von Horst A. Reichel gegründet und bestand fast 50 Jahre. Viele heute bekannte Schauspieler, u. a. Otto Sander, Heiner Lauterbach, Irmhild Wagner, Martin Sperr, Margarethe von Trotta, Katja Flint, Franjo Marincic, Robinson Reichel, Mascha Gohlke, Angelika Fanai und Dominique Lorenz, standen in jungen Jahren hier auf der Bühne.
Das Repertoire umfasste vorrangig Stücke der klassischen Moderne und zeitgenössischer Autoren.
Horst A. Reichel schloss das Theater44 Ende Mai 2009. Als Abschiedsproduktion wurde, wie zu Beginn, die „Geschlossene Gesellschaft“ aufgeführt.

## Auszeichnungen
- 1988 – Schwabinger Kunstpreis an Irmhild Wagner
- 1996 – Die Medaille München leuchtet überreicht von Oberbürgermeister Christian Ude
- 1999 – Schwabinger Kunstpreis für das Theater 44

Koordinaten: 48° 9′ 35,9″ N, 11° 34′ 56,4″ O